# Qviding FIF
Qviding FIF is een in oktober 1987 opgerichte voetbalclub uit Göteborg, Zweden. De club ontstond na een fusie tussen BK Qviding en Fräntorps IF.
In 2005 promoveerde de club voor het eerst naar de Superettan (het tweede niveau) maar werd daar laatste in 2006 en degradeerde naar de Division 1. Na één seizoen afwezigheid speelde de club in 2008 en 2009 opnieuw in de Superettan en degradeerde in 2009 weer. In 2010 volgde andermaal promotie naar de Superettan, maar degradeerde in 2011 meteen weer.